# Мизера, Юрий Владимирович
Юрий Владимирович Мизера (род. 26 февраля 1966) — советский и российский легкоатлет, специалист по бегу на короткие дистанции. Выступал в 1988—1995 годах, призёр первенств всесоюзного и всероссийского значения, участник ряда крупных международных стартов, в том числе чемпионата мира в помещении в Барселоне. Представлял Московскую область. Мастер спорта СССР международного класса.

## Биография
Юрий Мизера родился 26 февраля 1966 года. Уроженец города Кимры Тверской области, начал заниматься лёгкой атлетикой в местной секции под руководством тренера Анатолия Васильевича Мылова.
Впоследствии проживал и тренировался в Московской области, выступал за добровольное спортивное общество «Трудовые резервы».
Впервые заявил о себе в июне 1988 года, когда в беге на 100 метров с личным рекордом 10,35 одержал победу на соревнованиях в Ярославле.
В 1989 году в беге на 60 метров победил на соревнованиях в Вильнюсе, выиграл бронзовую медаль на зимнем чемпионате СССР в Гомеле и серебряную медаль на турнире в Москве.
После распада Советского Союза продолжил выступать на всероссийском уровне, представлял российскую сборную на различных международных соревнованиях. Так, в 1993 году в дисциплине 60 метров получил серебро на зимнем чемпионате России в Москве.
В 1994 году в беге на 50 метров стал четвёртым на международном турнире «Русская зима» в Москве, в беге на 100 метров показал восьмой результат на международном турнире Slovnaft '94 в Братиславе.
В 1995 году на зимнем чемпионате России в Волгограде вновь завоевал серебряную награду на дистанции 60 метров. Благодаря этому удачному выступлению удостоился права защищать честь страны на чемпионате мира в помещении в Барселоне — в той же дисциплине с результатом 6,78 благополучно преодолел предварительный квалификационный этап, тогда как на стадии полуфиналов показал время 6,68 и выбыл из дальнейшей борьбы за медали. Летом также выступил на Мемориале братьев Знаменских в Москве и на этом завершил спортивную карьеру.
За выдающиеся спортивные достижения удостоен почётного звания «Мастер спорта СССР международного класса».